# Estudio de la Salud de las Enfermeras
El Estudio de la Salud de las Enfermeras (NHS por sus siglas en inglés) consiste en una serie de estudios prospectivos en los que se investiga la epidemiología y los efectos que ciertos factores como la nutrición, las hormonas, el entorno y la vida laboral de las enfermeras tienen, a largo plazo, en la salud y en el desarrollo de enfermedades.[cita requerida] Estos estudios se consideran una de las mayores investigaciones que jamás se hayan hecho acerca de los posibles factores de riesgo para enfermedades crónicas importantes.Los estudios NHS han resultado reveladores en lo que respecta a la salud y al bienestar, la prevención del cáncer, enfermedades cardiovasculares y la diabetes tipo 2. Los estudios incluyen a médicos clínicos, epidemiólogos y estadísticos del Laboratorio Channing, de la Escuela de Medicina de Harvard, de la Escuela de Salud Pública de Harvard y de muchos otros hospitales afiliados a la universidad de Harvard, incluidos el Brigham & Woman´s Hospital, el Dana- Farber Cancer Institute, el Hospital de Niños de Boston y el Beth Israel Deaconess Medical Center.

## Cohortes
El Estudio de la Salud de las Enfermeras (NHS) (primera cohorte) fue iniciado en 1976 por el doctor Frank Speizer. En un primer momento, el estudio abordó problemáticas como el uso de anticonceptivos, el tabaquismo, el cáncer, y las enfermedades cardiovasculares. El grupo de referencia de 1976 incluyó a enfermeras registradas, que estuviesen casadas y cuya franja etaria estuviese entre los 30 y los 55 años. Un total de 121 700 participantes de 11 de los estados más poblados de Estados Unidos (California, Connecticut, Florida, Maryland, Massachusetts, Míchigan, Nueva Jersey, Nueva York, Ohio, Pensilvania y Texas) respondieron al sondeo. Desde entonces, la encuesta se realiza dos veces al año.
Con el paso del tiempo, se han sumado a la encuesta algunas preguntas, entre las que se destaca la evaluación de la ingesta dietética que se agregó en 1980. Esta última se incorporó luego de que los investigadores identificaran el impacto que la dieta y la nutrición tienen en el desarrollo de enfermedades crónicas. En los casos de muerte, generalmente informadas por familiares o por las autoridades postales, se realizó un seguimiento.
Siempre que fuese posible y permitido, en casos que indicaran enfermedad cardiovascular o enfermedad coronaria, el seguimiento fue más allá de los certificados de defunción para reunir la documentación disponible de los informes de autopsias y otros registros. Este seguimiento de la mortalidad es superior a un 98%.[cita requerida] En 1996, alrededor de 16 000 niños de mujeres que participaron de la segunda cohorte del Estudio de la Salud de las Enfermeras se inscribieron en su propio estudio de seguimiento conocido como el estudio Creciendo Hoy (GUTS por sus siglas en inglés)[cita requerida]
El Estudio de la Salud de las Enfermeras II (NHS II) fue iniciado en 1989 por el doctor Walter Willet. El estudio estaba orientado a la salud de las mujeres, principalmente en los efectos adversos que producen a largo plazo los anticonceptivos orales.
Entre 1996 y 1999, alrededor de 30 000 enfermeras se ofrecieron voluntariamente para dar muestras de sangre y de orina al estudio. De esas mujeres, 18 500 eran premenopáusicas y dieron muestras en puntos específicos durante el ciclo menstrual. Este conjunto de muestras permitió a los investigadores estudiar cómo los niveles hormonales premenopáusicos influyen en el riesgo de contraer enfermedades. Entre 2010 y 2012 se recolectó un segundo conjunto de muestras de 16 500 mujeres del mismo grupo. En ese momento, la mayoría de ellas eran posmenopaúsicas.
El Estudio de la Salud de las Enfermeras III (NHS III) fue llevado a cabo en 2010 por los doctores Jorge Navarro, Walter Willet, Janet Rich-Edwards y Stacey Missmer. El estudio incluyó a investigadores de la  Channing Division of Network Medicinie perteneciente al Brigham and Women´s Hospital, de la Escuela de Medicina de Harvard y de la Escuela de Salud Pública T.H. Chan perteneciente a la Universidad de Harvard. A diferencia de los estudios anteriores, el Estudio de la Salud de las Enfermeras III incluyó a participantes de ambos sexos. El Estudio de la Salud de las Enfermeras III se realiza totalmente en línea y se utilizan las redes sociales para la inscripción. [cita requerida]

## Estudios seleccionados
Los estudios realizados hasta la fecha han dado lugar a la publicación de cientos de artículos revisados por pares.
Los investigadores del Estudio de la Salud de las Enfermeras han analizado el efecto de factores como el tabaquismo, el uso de anticonceptivos orales, el consumo de alcohol y la dieta sobre el riesgo de contraer enfermedades.
|                        | Cáncer de mama                                                                    | Enfermedad de las arterias coronarias (EAC)/Apoplejía | Cáncer de colon | Fractura de cadera | Funciones cognitivas                                                                                     | Enfermedades oculares |
| ---------------------- | --------------------------------------------------------------------------------- | --- | --- | --- | --- | --- |
| Tabaquismo             | No se relaciona con fumadoras o ex fumadoras                                      | Relacionado estrechamente con la EAC y apoplejía; el riesgo se reduce luego de 2-4 años de dejar de fumar. | Aumenta el riesgo de cáncer de colon | Aumenta el riesgo de fractura de cadera para los fumadores. A mayor número de cigarrillos fumados por día el riesgo aumenta | No investigado.                                                                                          | Aumenta el riesgo de cataratas y de Degeneración Macular Húmeda (la forma más grave de Degeneración Macular relacionada con la edad).                                        |
| Anticonceptivos Orales | Su uso aumenta el riesgo. No se relaciona con su uso en el pasado.                | Su uso aumenta el riesgo. No se relaciona con su uso en el pasado | Reduce el riesgo de cáncer de colon. | No investigado. | No investigado.                                                                                          | Reduce el riesgo de Degeneración Macular Húmeda. |
| Alcohol                | Una o más copas por día aumentan el riesgo.                                       | La ingesta moderada de alcohol reduce el riesgo de EAC. | Dos o más copas por día aumentan el riesgo. | El alto consumo de alcohol aumenta el riesgo de fractura de cadera. Sin embargo, su ingesta en niveles de bajo a moderado está asociado a una mayor densidad ósea.                                                                                   | La ingesta moderada (½ –1 ración por día) reduce el riesgo de deterioro cognitivo.                       | No se relaciona con las enfermedades oculares relativas a la edad. |
| Dieta                  | La alta ingesta de carne roja aumenta el riesgo de cáncer de mama premenopáusico. | Una dieta de tipo mediterráneo reduce el riesgo de cardiopatía EAC y apoplejía. El consumo de pescado disminuye el riesgo de apoplejía. El consumo de nueces y cereales integrales reducen el riesgo de EAC. Los carbohidratos refinados y las grasas trans aumentan el riesgo. | El alto consumo de ácido fólico, vitamina B6, calcio y vitamina D reducen el riesgo. El alto consumo de carne roja y carnes procesadas aumentan el riesgo. | Reducción del riesgo con el uso de suplementos de calcio en mujeres con dietas bajas en calcio; una mayor ingesta de calcio en la dieta no tiene ningún efecto. La ingesta de vitamina D reduce el riesgo y la ingesta de retinol aumenta el riesgo. | La alta ingesta de vegetales, especialmente los de hoja verde, reduce el riesgo de deterioro congnitivo. | Algunos antioxidantes reducen el riesgo de cataratas y Degeneración Macular Húmeda. La a lta ingesta de pescado reduce el riesgo de cataratas y Degeneración Macular Húmeda. |